# Helicops infrataeniatus
Helicops infrataeniatus là một loài rắn trong họ Rắn nước. Loài này được Jan mô tả khoa học đầu tiên năm 1865.

## Hình ảnh

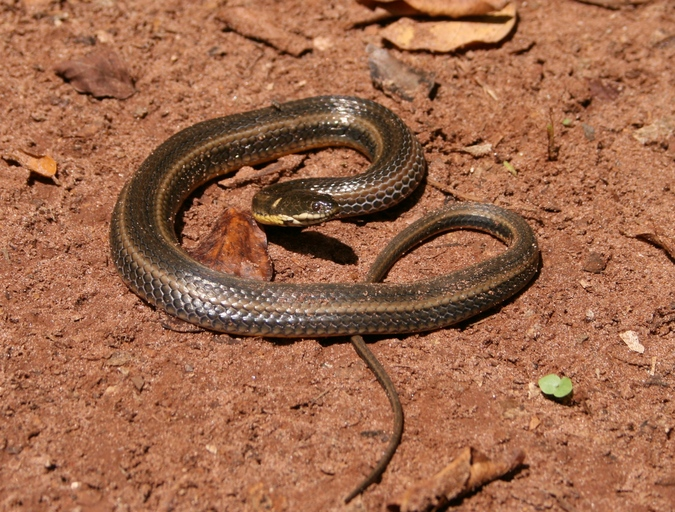
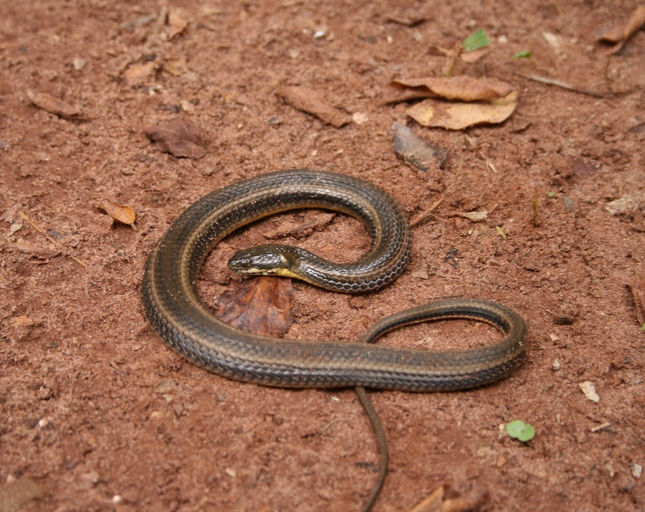
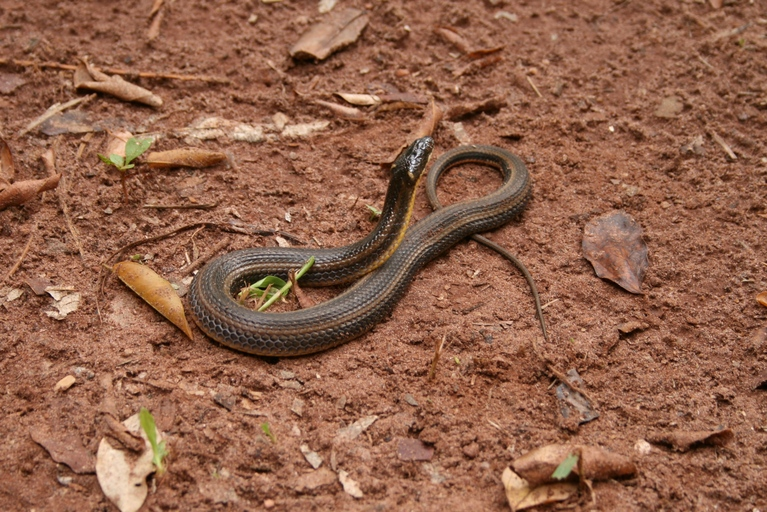
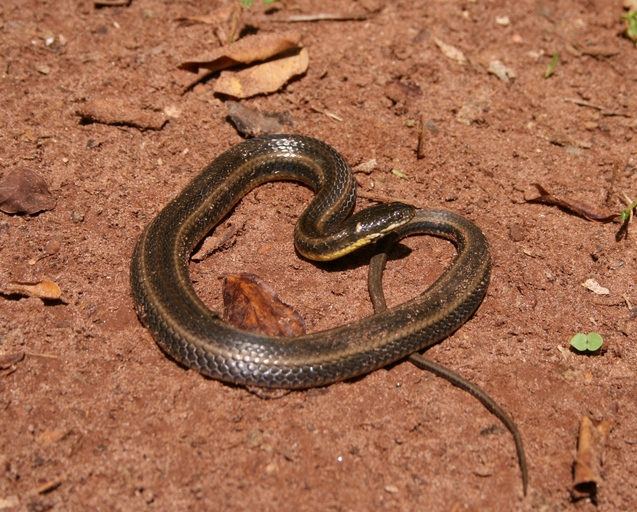